# 斯卡拉大剧院博物馆
斯卡拉大剧院博物馆（Museo Teatrale alla Scala）是意大利米兰的一个戏剧博物馆和图书馆，附属于斯卡拉大剧院。虽然它特别注重歌剧和歌剧院的历史，但其范围也延伸到意大利一般的戏剧史，例如关于意大利即兴喜剧和著名的舞台女演员埃莱奥诺拉·杜斯。
该博物馆毗邻歌剧院，在斯卡拉广场, 于1913年3月8日开业，以两年前在拍卖会上购买的大型私人藏品为基础，资金来自政府和私人来源。展品包括服装、场景设计、签名乐谱、具有历史意义的乐器，以及音乐家和演员的绘画，以及一系列相关的用具，包括描绘艺术人物的珍贵陶瓷人物，以及曾经在剧院门厅玩的图版游戏。
博物馆的利维亚·西蒙尼图书馆（Biblioteca Livia Simoni），位于博物馆的二楼，成立于1952年，由作家和《晚邮报》评论家雷纳托·西蒙尼捐赠40，000册，用他的母亲命名。今天，它拥有约140,000件关于戏剧史、歌剧和芭蕾的歌剧剧本、期刊、音乐家、演员和舞蹈家的信件，以及书籍。